# Unonopsis floribunda
Unonopsis floribunda är en kirimojaväxtart som beskrevs av Friedrich Ludwig Diels. Unonopsis floribunda ingår i släktet Unonopsis och familjen kirimojaväxter. Inga underarter finns listade i Catalogue of Life.